# Dolores Vayreda Casanellas
Dolores Vayreda Casanellas (Vilanova i la Geltrú, 1930 - Jerez de la Frontera, Cadis, 10 de febrer de 2022) va ser una política i una històrica militant del Partit Andalucista.

## Biografia
Tot i que va néixer a Vilanova i la Geltrú el 1930, va passar la major part de la seva vida a Jerez de la Frontera, després de contraure matrimoni amb José Páez. El matrimoni va tenir nou fills. Es va presentar a les eleccions municipals del 1979, sota les sigles del Partit Socialista d'Andalusia (PSA), i va formar part de la primera corporació democràtica que hi va haver a l'Ajuntament de Jerez de la Frontera (1979-1987), com a regidora del consistori de Jerez juntament amb Eleonora Rider i Blanca Alcántara. Posteriorment durant els anys noranta i dels primers anys del segle xxi, Vayreda va romandre al Partit Andalusista, formant part del seu comitè local fins que el 2015 el partit va aprovar la seva dissolució.